# جلاد ضوئي
الجُلاَد الضَوئيّ هو مرضٌ جلدي يحدث بسبب التعرض لأشعة الشمس، حيث يظهرُ طفحٌ جلدي عند المصابين بهذا المرض بعد التعرض لهذه الأشعة. يُعد الطفح الضوئي مُتعدد الأشكال أكثر الأنواع شيوعًا. يُعزى هذا المرض غالبًا إلى ردٍ فعلٍ مناعيٍ شاذٍ لأشعة الشمس. يحدثُ الطفح الضوئي مُتعدد الأشكال في حوالي 10-20% من الأفراد الأصحاء؛ لذلك يُعد شائعًا نسبيًا.